# Franco Valentín Flores
Franco Valentín Flores (Pergamino, Provincia de Buenos Aires, Argentina; 28 de mayo de 1993) es un futbolista argentino. Juega de defensor central en la CAI.
El Turu debutó en la Primera División el 21 de abril de 2012, vistiendo los colores de Argentinos Juniors, en un encuentro contra Colón que perdieron por 1-0.

## Estadísticas
Actualizado el 8 de marzo de 2020

| Club | Div.                | Temporada           | Liga | Liga | Copas Nacionales (1) | Copas Nacionales (1) | Copas Internacionales (2) | Copas Internacionales (2) | Total | Total |
| Club | Div.                | Temporada           | PJ   | G    | PJ                   | G                    | PJ                        | G                         | PJ    | G     |
| --- | ------------------- | ------------------- | ---- | ---- | -------------------- | -------------------- | ------------------------- | ------------------------- | ----- | ----- |
| Argentinos Juniors Argentina |                     |                     |      |      |                      |                      |                           |                           |       |       |
| 1.ª | 2011-12             | 1                   | 0    | -    | -                    | -                    | -                         | 1                         | 0     |       |
| 1.ª | 2012-13             | 8                   | 0    | 1    | 0                    | 2                    | 0                         | 11                        | 0     |       |
| 1.ª | 2013-14             | 7                   | 0    | -    | -                    | -                    | -                         | 7                         | 0     |       |
| 1.ª | Total               | 16                  | 0    | 1    | 0                    | 2                    | 0                         | 19                        | 0     |       |
| Douglas Haig Argentina |                     |                     |      |      |                      |                      |                           |                           |       |       |
| 2.ª | 2014                | 13                  | 0    | 1    | 0                    | -                    | -                         | 14                        | 0     |       |
| 2.ª | Total               | 13                  | 0    | 1    | 0                    | 0                    | 0                         | 14                        | 0     |       |
| Argentinos Juniors Argentina |                     |                     |      |      |                      |                      |                           |                           |       |       |
| 1.ª | 2015                | 12                  | 0    | -    | -                    | -                    | -                         | 12                        | 0     |       |
| 1.ª | Total               | 12                  | 0    | 0    | 0                    | 0                    | 0                         | 12                        | 0     |       |
| Brown de Adrogué Argentina |                     |                     |      |      |                      |                      |                           |                           |       |       |
| 2.ª | 2016                | 5                   | 0    | -    | -                    | -                    | -                         | 5                         | 0     |       |
| 2.ª | Total               | 5                   | 0    | 0    | 0                    | 0                    | 0                         | 5                         | 0     |       |
| Lleida Esportiu · España |                     |                     |      |      |                      |                      |                           |                           |       |       |
| 2.ª B | 2016-17             | 11                  | 1    | -    | -                    | -                    | -                         | 11                        | 1     |       |
| 2.ª B | Total               | 11                  | 1    | 0    | 0                    | 0                    | 0                         | 11                        | 1     |       |
| Chiapas · México |                     |                     |      |      |                      |                      |                           |                           |       |       |
| 1.ª | 2016-17             | 0                   | 0    | 1    | 0                    | -                    | -                         | 1                         | 0     |       |
| 1.ª | Total               | 0                   | 0    | 1    | 0                    | 0                    | 0                         | 1                         | 0     |       |
| Douglas Haig Argentina |                     |                     |      |      |                      |                      |                           |                           |       |       |
| 2.ª | 2017-18             | 20                  | 2    | 4    | 0                    | -                    | -                         | 24                        | 2     |       |
| 2.ª | Total               | 20                  | 2    | 4    | 0                    | 0                    | 0                         | 24                        | 2     |       |
| Alki Oroklini Chipre |                     |                     |      |      |                      |                      |                           |                           |       |       |
| 1.ª | 2018-19             | 28                  | 2    | -    | -                    | -                    | -                         | 28                        | 2     |       |
| 1.ª | Total               | 28                  | 2    | 0    | 0                    | 0                    | 0                         | 28                        | 2     |       |
| Keshla FK Azerbaiyán |                     |                     |      |      |                      |                      |                           |                           |       |       |
| 1.ª | 2019-20             | 18                  | 1    | 2    | 0                    | -                    | -                         | 20                        | 1     |       |
| 1.ª | Total               | 18                  | 1    | 2    | 0                    | 0                    | 0                         | 20                        | 1     |       |
| Real España Honduras |                     |                     |      |      |                      |                      |                           |                           |       |       |
| 1.ª | 2020-21             | 2                   | 0    | -    | -                    | -                    | -                         | 2                         | 0     |       |
| 1.ª | Total               | 2                   | 0    | 0    | 0                    | 0                    | 0                         | 2                         | 0     |       |
| Total en su carrera | Total en su carrera | Total en su carrera | 125  | 6    | 9                    | 0                    | 2                         | 0                         | 136   | 6     |
| (1) La copa nacional se refiere a la Copa Argentina (2012-18), Copa México (2016-17), Copa de Azerbaiyán (2019-20). (2) La copa internacional se refiere a la Copa Sudamericana (2012). |                     |                     |      |      |                      |                      |                           |                           |       |       |